# ガストニア駅
ガストニア駅（英語：Gastonia Station）は、アメリカ合衆国ノースカロライナ州ガストニア ハンコック・ストリート350にある駅。 全米各地を結ぶ旅客鉄道のアムトラックが乗り入れている。

## 概要
ガストニア駅はダウンタウンの北東、州間高速道路85号線のちょうど南に位置する小さなレンガ造りの駅舎である。1987年、現在のハンコック・アベニューに移設された。

## 利用可能な鉄道路線／列車
アムトラックの停車する列車は下記の通り。
ニューヨークとニューオーリンズ間の夜行長距離列車クレセント号…1日1往復停車

## バス
当駅から乗車できるバスは以下の通り。
路線バス：ガストニアトランジット (Gastonia Transit)